# Football Manager 2011
Football Manager 2011 (abbreviato come Football Manager 11 o FM11) è un videogioco manageriale di calcio. La demo è uscita il 21 ottobre 2010 tramite Steam, il 22 ottobre 2010 tramite i soliti mezzi di diffusione. Il gioco è stato messo in vendita il 5 novembre 2010 ed è disponibile per Microsoft Windows, macOS e PlayStation Portable.

## Nuove caratteristiche
- Nuovo sistema di negoziazione dei contratti in tempo reale
- Nuove interazioni con i giocatori, lo staff e il consiglio d'amministrazione
- Nuovo sistema di preparazione delle partite e modulo d'allenamento rinnovato
- Visuale della partita potenziata: Include le emozioni dei giocatori, una grafica migliorata e i festeggiamenti dopo ogni rete
- Notizie più approfondite all'interno del gioco
- Reputazione dinamica nel corso del campionato
- Conferenze stampa con 150 nuove domande
- Miglioramento dei tornei giovanili.

## Leghe disponibili
Vista la possibilità di modificare il database includendo qualsiasi lega esistente (o crearne di nuove non esistenti), ogni lega è espandibile fino ai massimi livelli. Tuttavia, per problemi di copyright, non è stata inclusa la nazionale tedesca, in quanto il copyright è attualmente detenuto dalla serie FIFA dell'EA Sports e dalla serie Pro Evolution Soccer di Konami, mentre la J-League (la lega giapponese) e la nazionale giapponese non sono disponibili perché Konami detiene l'esclusiva su tali leghe per Pro Evolution Soccer.